# Baszybuzucy

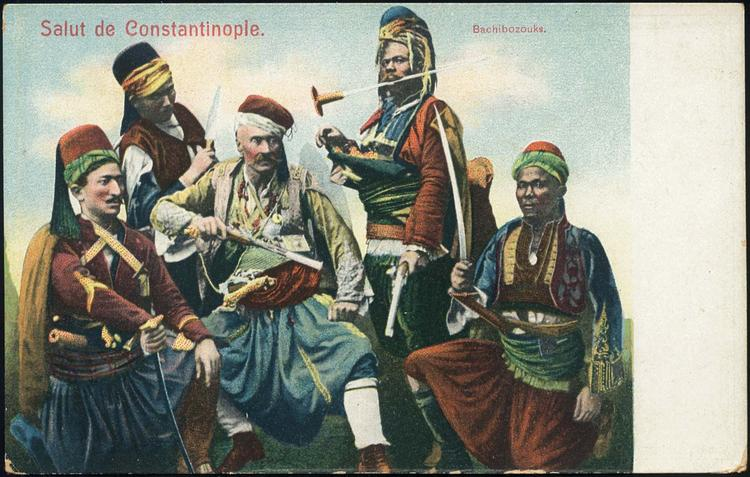
Typy baszybuzuków (na pocztówce z epoki sułtanatu)

Baszybuzucy (tur. başıbozuk od baş – głowa i bozuk – zepsuty, uszkodzony, [tj. szalony], zdeprawowany; lm başıbozuklar) – w XIX i na początku XX wieku żołnierze nieregularnych wojsk tureckich, pochodzących z ochotniczego naboru.

## W historii
Oddziały baszybuzuków werbowano z podbitej muzułmańskiej ludności osmańskiego imperium: Albańczyków (Arnautów), Arabów, Czerkiesów, Kabylów i Kurdów. Choć składały się z bitnych żołnierzy, powszechnie uchodziły za niekarne i łupieżcze, wskutek czego wkrótce stały się synonimem zbrojnych rabusiów. Wyposażeni we własną broń i konie, pozostawali pod komendą własnych oficerów, cechował ich jednak rażący brak dyscypliny. 
Jako osobny rodzaj wojsk pojawili się w XVIII wieku, uczestnicząc w Egipcie w walkach z wojskami napoleońskimi. Nazwa utrwaliła się i upowszechniła w okresie wojny krymskiej, kiedy liczebność ich oddziałów sięgała 40 tysięcy. Działali na peryferiach głównych sił, względnie na terenach przygranicznych jako wojska pomocnicze. W Europie zyskali niesławny rozgłos po licznych okrucieństwach popełnianych wobec jeńców wojennych, a zwłaszcza względem ludności cywilnej. Omer Pasza zmuszony był znaczną ich część zwolnić ze służby, a innych wcielić do wojsk regularnych.

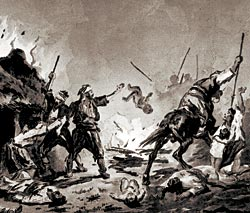
Okrucieństwa popełniane podczas wojny w Bułgarii (1877)

Wykorzystywano ich podczas zwalczania powstania w Bośni i Hercegowinie w 1885, a szczególnie w trakcie tzw. powstania kwietniowego w Bułgarii w 1876. W obliczu rebelii Bułgarów zmobilizowano do 80 tys. baszybuzuków pod komendą lokalnych dowódców. Ruch powstańczy został na ogół stłumiony przez ich miejscowe oddziały jeszcze przed przybyciem regularnego wojska (m.in. w Strełczy, Klisurze i Petriczu). Po zaciętych walkach nie zdołały one wprawdzie złamać obrony Bułgarów w Peruszticy, lecz zdobyły Batak, gdzie doszło do znanej masakry ludności (tzw. rzeź w Bataku w maju 1876). W górach baszybuzucy później skutecznie likwidowali oddziały (czety) powstańców. W trakcie dokonywanych pacyfikacji spalono wiele wsi i zniszczono kilka klasztorów. Szczególnie liczne były ofiary publicznych egzekucji i zbiorowego odwetu na cywilnej ludności w Filipopolu (Płowdiwie). Wskutek ich działań, włącznie z mordowaniem bezbronnych, kobiet i dzieci, paleniem miejscowości i niszczeniem dobytku, zginęło wówczas ok. 12 000 bułgarskich chrześcijan. 
Wkrótce potem, podczas wojny, która doprowadziła do wyzwolenia Bułgarii, zwerbowano ich do 50 tysięcy; z trudem jednak utrzymywano w karności pod komendą bardzo surowych podoficerów. Nie odgrywając istotnej roli w wielkich starciach, prowadzili działania opóźniające i utrudniające marsz wojsk carskich wraz z terroryzowaniem sprzyjającej Rosjanom ludności. Ich niezwykłe okrucieństwa wywołały żywe reakcje w Europie, co ostatecznie przesądziło o rezygnacji z ich wykorzystania przez Turków.     
W latach wojny krymskiej również Francuzi zwerbowali pewną ilość baszybuzuków, próbując im nadać regularną organizację. Wiadomo też, że w latach 1886–88 Włosi w Erytrei zaciągnęli do zwiadu i jako lekką piechotę nieco baszybuzuków, wśród których oficerowie wymuszali dyscyplinę za pomocą korbacza.
W przeszłości miana tego używano w polszczyźnie dla określenia w przenośni kogoś zawadiackiego, samowolnego, niesfornego (zwłaszcza w odniesieniu do dzieci – jako odpowiednik urwipołcia, hultaja), np. „zachowuje się jak baszybuzuk”, „harcuje na koniu jak baszybuzuk”.